# Federación Internacional de Automatización
La Federación Internacional de Automatización (en inglés: International Federation of Automatic Control, IFAC) es una organización paraguas sin ánimo de lucro de carácter profesional, creada en 1957, que engloba a 49 federaciones y organizaciones nacionales en el campo de la automatización.
El objetivo de la IFAC es fomentar la ciencia y la tecnología detrás de la automatización en todos sus aspectos, incluyendo los técnicos (ingeniería), físicos, económico-sociales y biológicos. La IFAC también trata del impacto de la automatización industrial en la sociedad. La sede principal de la federación se encuentra en Austria.

## Eventos y Publicaciones
La IFAC es una organización muy activa que organiza numerosos eventos (varios al mes) por todo el mundo, incluyendo simposios, conferencias, talleres y seminarios. El Congreso Mundial de Automatización se celebra cada tres años.
La otra actividad mayor de la federación son sus publicaciones, una división tan amplia que cuenta con su propia directiva. Dichas publicaciones incluyen desde revistas, procedimientos y preparativos, boletines informativos y más. Sus más conocidas revistas son Automatica, Control Engineering Practice, Annual Reviews in Control, Journal of Process Control, Engineering Applications of Artificial Intelligence, Journal of Mechatronics, Nonlinear Analysis: Hybrid Systems, y IFAC Journal of Systems & Control.

## Premios concedidos por la IFAC
IFAC concede anualmente una gama de premios, divididos en 6 grupos:
- IFAC Fellows
- Major Medals
- Giorgio Quazza Medal
- Nathaniel B. Nichols Medal
- Industrial Achievement Award
- Manfred Thoma Medal
- High Impact Paper Award
- Automatica Prize Paper Award
- Control Engineering Practice Prize Paper Award
- Journal of Process Control Prize Paper Award
- Engineering Applications of Artificial Intelligence Prize Paper Award
- Mechatronics Journal Prize Paper Award
- Congress Applications Paper Prize
- IFAC Congress Young Author Prize
- Control Engineering Textbook Prize
- Congress Poster Paper Prize
- Outstanding Service Award